# NGC 7291
NGC 7291 (również PGC 68944 lub UGC 12047) – galaktyka soczewkowata (S0), znajdująca się w gwiazdozbiorze Pegaza. Została odkryta 1 października 1866 roku przez Trumana Safforda. Niezależnie odkrył ją Édouard Jean-Marie Stephan 21 września 1876 roku.